# Arando en el Nivernais
Arando en el Nivernais (en francés: Labourage nivernais), también conocido como Bueyes arando en Nevers o Arando en Nivernais, es una pintura de 1849 de la artista francesa Rosa Bonheur. Representa a dos grupos de bueyes arando la tierra, y expresa una profunda dedicación a la tierra; puede haber sido inspirado por la escena de apertura de la novela de 1846 de George Sand, La Mare au Diable . Comisionado por el gobierno y ganador de una Primera Medalla en el Salón en 1849, hoy está en el Museo de Orsay en París. 

## Representación

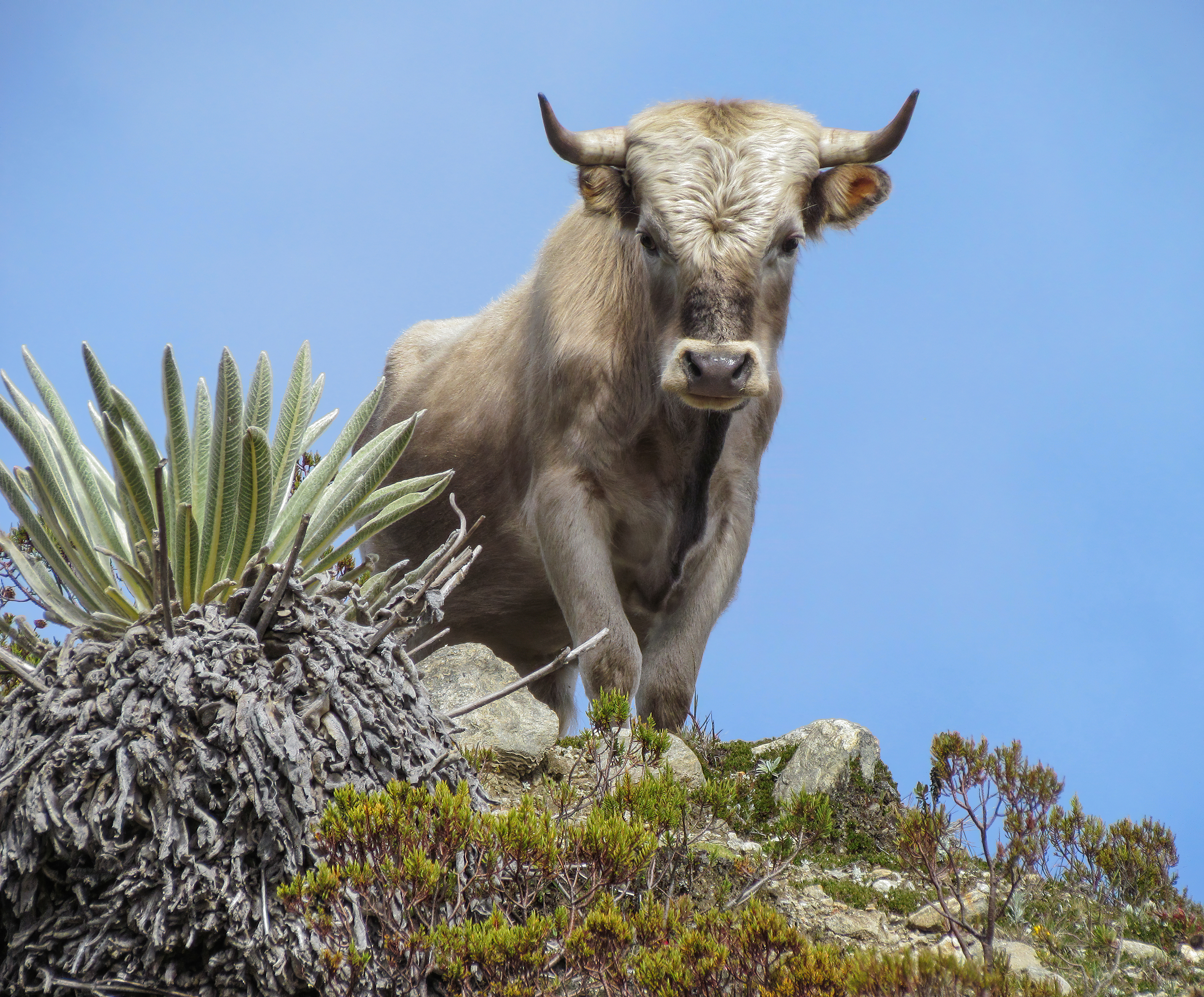
Toro Charolais

El Nivernais, el área alrededor de Nevers, era conocido por su ganado Charolés, que jugaría un papel importante en la revolución agrícola que tuvo lugar en el área durante el siglo XIX. Rosa Bonheur ganó una reputación pintando animales, y en Arando en el Nivernais presenta doce bueyes Charoleses, en dos grupos de seis. En un soleado día de otoño aran la tierra; Esta es la sombrage, la primera etapa de preparación del suelo en el otoño, que abre el suelo a la aireación durante el invierno. Los humanos juegan un papel menor en la pintura, el agricultor está casi completamente escondido detrás de sus animales. La tierra recién arada es prominente en primer plano, mientras que el paisaje detrás está tomando el sol. La claridad y la luz de la pintura se asemeja a la de las pinturas holandesas (especialmente de Paulus Potter) que Bonheur había estudiado como parte de su educación.
Según Albert Boime, la pintura debería verse como una glorificación de la vida campesina y sus antiguas tradiciones; Lo coloca en el contexto del año revolucionario 1848, cuando las ciudades eran escenario de caos y conflictos.

## Historia
Rosa Bonheur hizo la pintura por encargo del gobierno francés por 3000 francos; se mostró en el Salón en 1849, donde le ganó una Primera Medalla. N. D'Anvers repite una historia aparentemente conocida, que se inspiró en la escena de apertura de la novela de George Sand La Mare au Diable (1846), que presenta bueyes arando un paisaje con el comentario de la autora, "un tema noble para un pintor". La comparación con Sand se amplifica en un artículo en la edición de julio de 1899 de The Literary Digest, que se refería a la pintura como una "traducción pictórica de la novela". Inicialmente destinado al museo de Lyon, se exhibió en el Museo de Luxemburgo de París y fue una exposición destacada en la Feria Mundial de 1889. La pintura fue trasladada al Louvre y luego al Museo de Orsay. Hizo varias copias, una de las cuales se encuentra en el Museo de Arte John and Mable Ringling.

## Recepción y legado

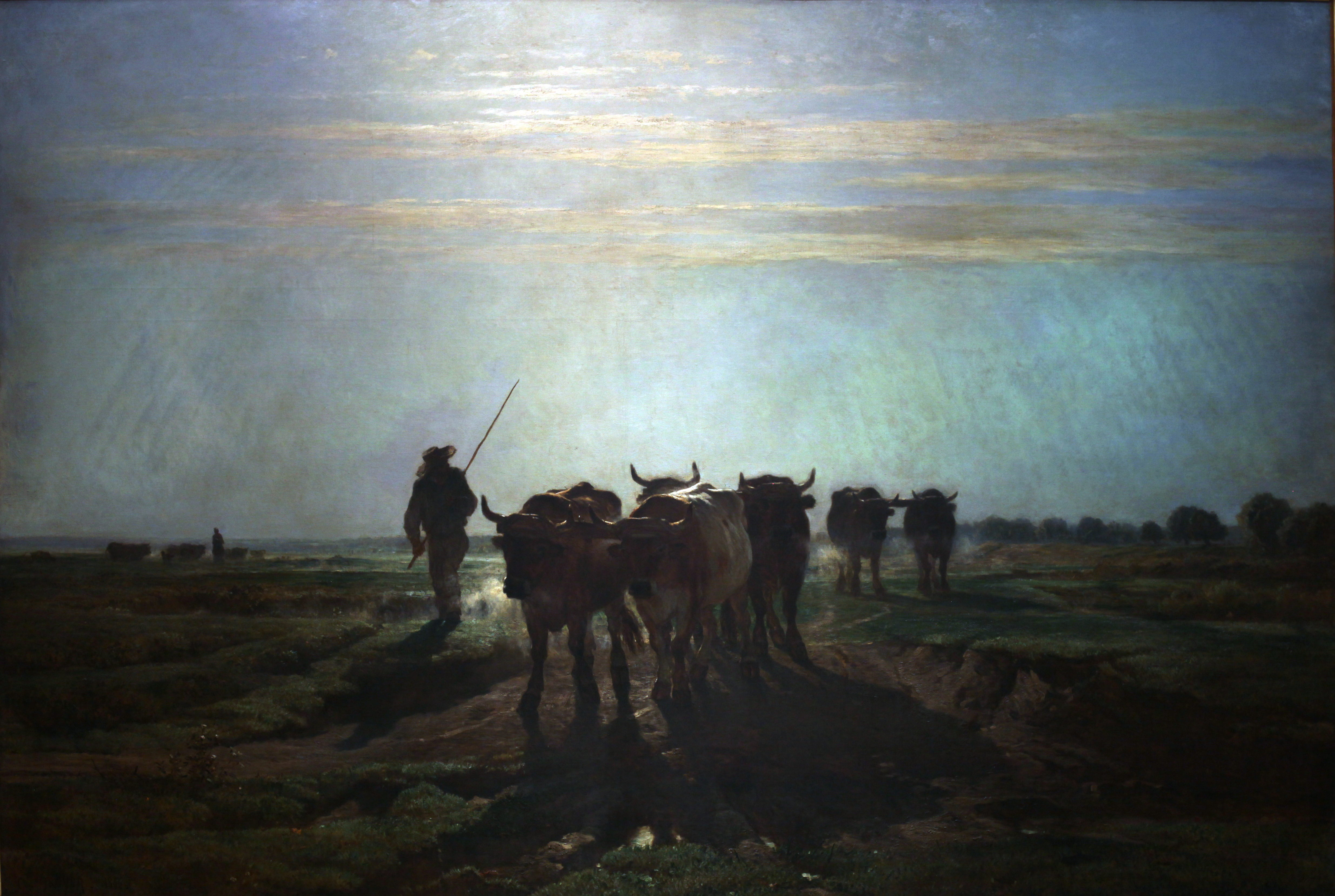
Constant Troyon, Boeufs allant au labor, effet de matin ("Bueyes que van a trabajar, efecto de la mañana"), 1855, Musée d'Orsay.

Rosa Bonheur fue llamada por la crítica del New York Times Mary Blume como "la pintora más famosa de su tiempo, quizás de todos los tiempos". Además de The Horse Fair, Arar en el Nivernais es una de las pinturas más conocidas de Bonheur, y se parece un poco a Bueyes yendo a trabajar de Constant Troyon. Una de las primeras admiradoras fue Anna Elizabeth Klumpke, que copió la obra en Luxemburgo antes de comenzar a conocer al artista. La novela de 1894 de George du Maurier, Trilby, menciona una escena así, de personas que copian Plowing in the Nivernais y otras obras en Luxemburgo. Es una de las pinturas destacadas por Margaret Addison en su gira europea en 1900, aunque el filósofo Frédéric Paulhan en L'Esthétique du paysage (1913) quedó menos impresionado; Paulhan argumentó que el buen arte se simplifica y que arar en el Nivernais no lo hace, estropeándolo con la ejecución de los terrones de la tierra. Esos terrones y la vegetación se hicieron, según Bonheur, de una manera "conmovedora", según Paulhan; ella no creó, sino que simplemente reprodujo, ya que, por un lado, era demasiado completa al proporcionar demasiados detalles insignificantes, y por otro lado debilitaba la naturaleza al reproducirla. Paul Cézanne tampoco estaba impresionado y comentó que "es horriblemente como la cosa real". 
En 1978, un crítico describió el trabajo como "completamente olvidado y raramente sacado del olvido"; ese año se hizo parte de una serie de pinturas enviadas a China por el gobierno francés para una exposición titulada "El paisaje y el campesino francés, 1820-1905". Mary Blume, en 1997, dijo que "el trabajo [Feria del caballo y arado] es más cuidadoso que inspirado, cariñoso pero no sentimental, una celebración dura de los animales de trabajo".